# Geothelphusa marmorata
Geothelphusa marmorata is een krabbensoort uit de familie van de Potamidae. De wetenschappelijke naam van de soort is voor het eerst geldig gepubliceerd in 2000 door Suzuki & Okano.